# 印度东望政策

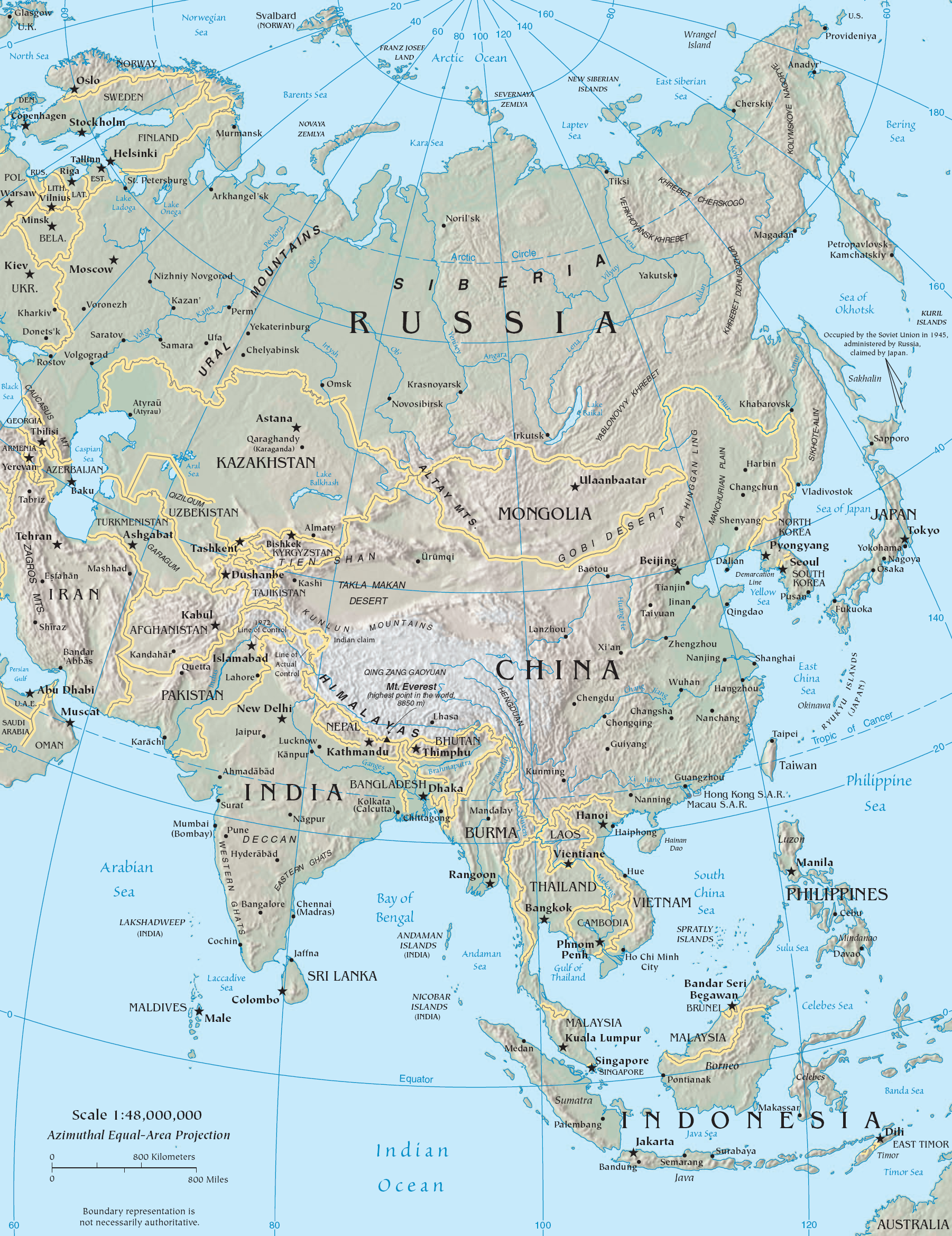
显示印度、中国和东南亚国家的政治地图

印度的东向行动政策（Act East）是從1991年印度政府开始的东望政策（Look East）的一个世界观转移，国大党政府的“东望政策”在纳拉辛哈·拉奥内阁时期发展和执行，并且在之后的阿塔尔·比哈里·瓦杰帕伊内阁和曼莫汉·辛格内阁严格执行。根据印度《政治家報》前总编辑兼《为了望向西方而往东看――李光耀的印度任务》一書作者苏难陀·达塔拉伊的说法，这项政策的拟定是作为一项促进与美国的经济和安全合作的战略的第一阶段。但是东望本身的自我完备则很大程度上是受总理导师李光耀影响。
为维护印度的东望政策的思想，印度认为应该更多与亚洲伙伴合作共同和世界各国交互，印度的经济利益来自与东亚和东南亚的更大融合。所以作为新的现实政治的一部分，东望政策是在外交中建立和加深与东部邻国经济一体化的密切关系的尝试；与东南亚国家联盟的合作也是东盟区域国家对于对印度在区域战略和经济利益重要性的认识的一部分。时任总理曼莫汉·辛格说：「东望政策不只是一个对外经济政策；它也是印度的世界展望和在不断变化的全球经济中的定位的一个战略转移。」2014年，印度人民党政府上台后，莫迪总理将其升级为“东向行动政策”，以适应印太地区的新合作需求。

## 背景
自从1962年中印战争之后，中国和印度一直是在南亚和东亚的战略竞争对手。中国发展了与印度的邻居和竞争对手巴基斯坦的密切商业和军事关系，并且努力争取在尼泊尔和孟加拉国的影响。邓小平于1979年上台后，中国开始减少有威胁的扩张政策和而转向发展与亚洲国家的的广泛贸易和经济关系。在缅甸国家法律与秩序委员会因为镇压1988年的反政府示威活动之后而被西方社会抵制之后，缅甸军政府转而向中国寻求合作。相對於這段時間中國對東南亞的經營，印度對東南亞的外交發展則顯得遲滯，把對東南亞的關係放在較後的順序。例如，冷戰時期英荷勢力相繼退出東南亞，加以中國1964年核試驗成功，為避免權力真空可能帶來的混亂以及中國的威脅，東南亞國家曾籌劃以軍事互助條約求取自保，並邀請印度加入，但當時的尼赫魯不滿東南亞的軍事聯盟收受美國資助而拒絕加入。
纳拉辛哈·拉奥上台之前，印度执行的是中立偏苏的外交政策，与中国和巴基斯坦交战，与周边国家也关系紧张，苏联解体后，印度在全球事物中孤立，在地区内被中国和中国的安全伙伴包围。由于东欧剧变，苏联解体，同时印度七十年代以来经济发展迟缓落后，政治腐败低效，印度决定进行经济改革，和邻居改善关系。
印度的东望政策是在纳拉辛哈·拉奥（1991-1995）和阿塔尔·比哈里·瓦杰帕伊（1998-2004）内阁时期制定和执行的。随着经济的开放和对冷战政策的远离，印度的战略着重于发展密切的经济和商业联系，提高战略和安全合作，以及强调历史文化、宗教和思想的联合。印度寻求创建和扩大临近区域内贸易、投资和工业的发展，也与因中国的经济和战略影响扩大而忧虑的有关国家开始战略和军事合作。

## 與東亞国家的关系
虽然传统上支持了缅甸全国民主联盟很多年，但是印度于1993年改变了缅甸政策，开始向军政府示好。印度和缅甸签署了贸易协定，并且在缅甸增加投资。尽管私有经济仍然不活跃，但是印度的国有企业获得了工业项目、建设主要道路公路管道和升级港口的丰厚合同。印度也增加了与中国之间的利用缅甸的大量石油和天然气储备的竞争，争取建立大型、稳定的能源来源以满足不断增长的国内能源需要，以及降低中国对缅甸资源的垄断程度，同时减少对盛产石油的中东地区国家的依赖。中国虽然是缅甸的最大军事供应商，但是印度也提供了缅甸的军事人员培训，并且寻求在制止分裂的激进分子和影响印度东北部很多地区的严重贩毒方面的合作。中国在若开邦海上A-1区块的Shwe天然气田目赢得的多达28.8-35.6亿立方米的天然气合同和在缅甸的海岸以及科科群岛附近安装的监测装置引起了印度的极大关注和焦虑，使得印度加强其在港口发展、能源、交通和军事行业的投资。
印度还建立了与菲律宾、新加坡、越南和柬埔寨的强大的商业、文化和军事关系。印度签署了与斯里兰卡和泰国的自由贸易协定，同时加强与他们的军事合作。印度也签署了大量的自由贸易协定，包括一项与新加坡的綜合經濟合作協定，一项和泰国的早期收獲計劃，和东盟签署的自由贸易协定（FAT），和与韩国签订的全面经济合作协定（CEPA），而同时与日本就经济合作协定（EPA）进行谈判。印度在民主、人权和战略利益方面重点加强与台湾、日本和韩国的联系。韩国和日本仍是在印度的外国投资的主要来源之一。
虽然印度仍然坚定地支持一个中国的政策，承认统治中国大陆的中华人民共和国而不是统治台湾的中华民国，不过它也奉行增加和台湾接触的政策。由于在反恐和人道主义救海事和能源安全、互信和平衡中国之类的大国的影响的需要，印度已加强参与东亚的合作。因为印度的贸易50%以上通过马六甲海峡，印度海军在布莱尔港附近安达曼和尼科巴群岛上已建立安達曼和尼科巴司令部。印度也在与新加坡（1993至今）、越南（2000）进行联合海军演习（SIMBEX），而且从2002年开始与印度尼西亚在安达曼海进行联合巡邏。 2004年日本和印度也和美国和澳大利亚一起加入了印度洋海啸救援区域核心组。

### 印中關係
在印度和中国保持战略竞争对手的同时，印度的東望政策也包含了和中国的大量接触。自1993年起印度开始与中国领导人举行高级别会谈建立信任措施。在2006年，中国和印度自1962年中印边境战争以来在乃堆拉山口第一次开放边界进行跨界贸易。2006年11月21日印度总理曼莫汉辛格和中国国家主席胡锦涛发表10点联合声明改善关系和解决长期冲突。中国与印度之间的贸易每年增加50%，并且在2010年预计会达到由印度政府和工业领先人士设置的60亿元目标。但是中国和巴基斯坦的密切关系以及在锡金和阿鲁纳恰尔邦的边界争端也威胁到了双边关系的改善。印度为藏人政治暨精神领袖十四世达赖提供的庇护也在双边关系中造成一些摩擦。

## 参与国际组织
印度创建了一些多邊机构，如湄公河—恆河合作計劃和孟加拉灣多部門技術與經濟合作倡議，在对环境、经济的发展、安全和战略事务方面建立广泛的合作，使其影响超出南亚而避免与中国和巴基斯坦的紧张关系影响在南亚区域合作联盟中的努力。印度在1992年成为东盟部门对话伙伴、1995年成为全面对话伙伴及亚太安全合作理事会的成员，于1996年加入东盟地区论坛，并且在2002年和中日韩一样成为首脑级合作伙伴。2002年第一次印度-东盟企业高峰会在新德里举行。印度还在2003年加入东盟的东南亚友好合作条约。
很多场合印度的成员资格是这些论坛为平衡中国在该地区日益增加的影响的尝试。比如日本就是将印度带进东盟+6来稀释中国影响很大的东盟+3，新加坡和印尼也在印度加入东亚峰会中发挥了重要的作用。美国和日本也为印度的亚太经合组织中的成员身份而游说。大量的基础设施项目也有助于让印度更接近东亚。印度正在响应联合国亚洲和太平洋地区经济及社会委员会的一个亚洲公路和泛亚铁路网的倡议。印度也正在促进重新打开通过缅甸链接中国云南省与印度阿萨姆邦的二战时的史迪威公路的讨论。

## 評估
与南亚和东亚国家的贸易占几乎印度的外贸的45%。虽然印度的努力取得了相当大的成功，印度在与该区域国家的贸易和经济联系中仍在中国之后。印度发展与缅甸军事政权的友好关系而且不愿在侵犯人权和镇压民主方面对缅甸批评或施压的政策在国内外引起了很多批评。